# 宮﨑照宣
宮﨑 照宣（みやざき てるのぶ、1943年8月3日 - ） は、日本の応用物理学者。東北大学名誉教授。オリバー・E・バックリー凝縮系賞等受賞。

## 人物・経歴
埼玉県生まれ。1956年越生町立梅園小学校卒業。1967年東北大学工学部応用物理学科卒業。1972年東北大学大学院工学研究科応用物理学専攻博士課程修了、東北大学工学部助手。1973年レーゲンスブルク大学助手。1974年フンボルト財団研究員。1975年東北大学工学部助手。1985年東北大学工学部助教授。1991年東北大学工学部教授。1997年東北大学大学院工学研究科教授。2007年東北大学原子分子材料科学高等研究機構教授、東北大学名誉教授。2013年東北大学原子分子材料科学高等研究機構アドバイザー。科学技術振興機構インパクトプロジェクトアドバイザー、日本学術振興会新学術領域研究アドバイザー。

## 受賞
- 1997年 - 日本応用磁気学会論文賞[7]
- 2003年 - 矢崎学術賞（功績賞）[7]
- 2003年 - 日本応用磁気学会賞[7]
- 2005年 - 山崎貞一賞[7]
- 2006年 - 日本応用磁気学会出版賞[7]
- 2006年 - 文部科学大臣表彰科学技術賞[7]
- 2007年 - 応用物理学会フェロー[7]
- 2008年 - 朝日賞[8]
- 2009年 - オリバー・E・バックリー凝縮系賞[9]
- 2009年 - 応用物理学会業績賞[4]
- 2009年 - 応用物理学会東北支部支部貢献賞[10]
- 2018年 - 物質・材料研究機構NIMS Award[11]

## 栄典
- 2008年 - 越生町町民栄誉賞[12]

## 著書
- 『スピントロニクス : 次世代メモリMRAMの基礎』日刊工業新聞社 2004年
- 『電磁気学講義ノート』日刊工業新聞社 2006年
- 『よくわかる電磁気学』（加藤宏朗と共著）日刊工業新聞社 2007年
- "The physics of ferromagnetism" Terunobu Miyazaki, Hanmin Jin Springer (Springer series in materials science, v. 158) 2012年
- 『スピントロニクスの基礎 : 磁気の直観的理解をめざして』（土浦宏紀と共著）森北出版 2013年